# 維羅湖莊園 (佛羅里達州)
維羅湖莊園（英語：Vero Lake Estates）是位於美國佛羅里達州印第安河縣的一個非建制地區。該地的面積和人口皆未知。

## 地理
維羅湖莊園的座標為27°44′42″N 80°31′41″W / 27.74500°N 80.52806°W，而該地的平均海拔高度為6米（即20英尺）。